# 朝日郵便局
朝日郵便局（あさひゆうびんきょく）は、福井県丹生郡越前町にある郵便局。

## 概要
住所：〒916-0141 福井県丹生郡越前町西田中19-19

## 周辺
- 西田中バスターミナル

## アクセス
- 京福バス 「朝日郵便局前」下車。